# Ohrasaari (ö i Kyyjärvi)
Ohrasaari är en ö i Finland. Den ligger i sjön Kyyjärvi och i kommunen Kyyjärvi i den ekonomiska regionen  Saarijärvi-Viitasaari och landskapet Mellersta Finland, i den centrala delen av landet, 300 km norr om huvudstaden Helsingfors. Öns area är 2,8 hektar och dess största längd är 270 meter i nord-sydlig riktning.